# Messapus
Genre
Messapus est un genre d'araignées aranéomorphes de la famille des Corinnidae.

## Distribution
Les espèces de ce genre se rencontrent en Afrique subsaharienne.

## Liste des espèces
Selon World Spider Catalog (version 26, 23/05/2025) :
- Messapus martini Simon, 1898
- Messapus megae Haddad & Mbo, 2015
- Messapus meridionalis Haddad & Mbo, 2015
- Messapus mygaloides Haddad & Grismado, 2025
- Messapus natalis (Pocock, 1898)
- Messapus seiugatus Haddad & Mbo, 2015
- Messapus tigris Haddad & Mbo, 2015
- Messapus tropicus Haddad & Mbo, 2015

## Systématique et taxinomie
Ce genre a été décrit par Simon en 1898 dans les Clubionidae. Il est placé dans les Gnaphosidae par Lehtinen en 1967, dans les Liocranidae par Platnick en  1989 puis dans les Corinnidae par Bosselaers et Jocqué en 2000.

## Publication originale
- Simon, 1898 : Histoire naturelle des araignées. Paris, vol. 2, p. 193-380 (texte intégral).